# Rafael Moreno Aranzadi

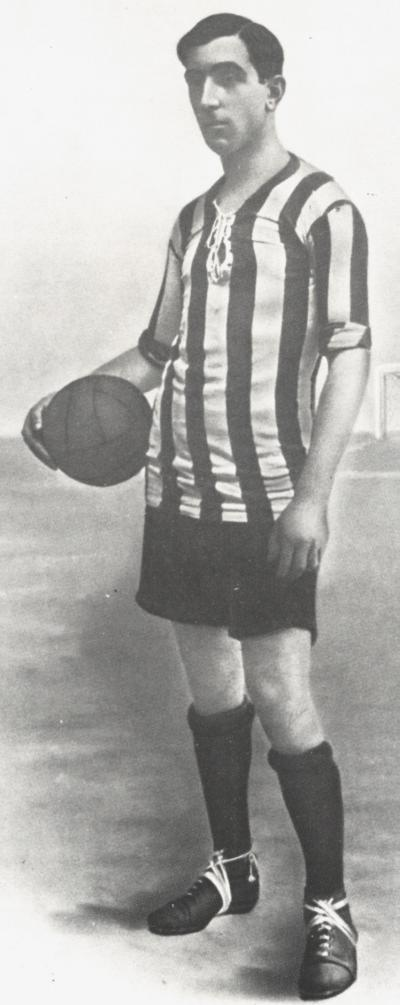
Aranzadi

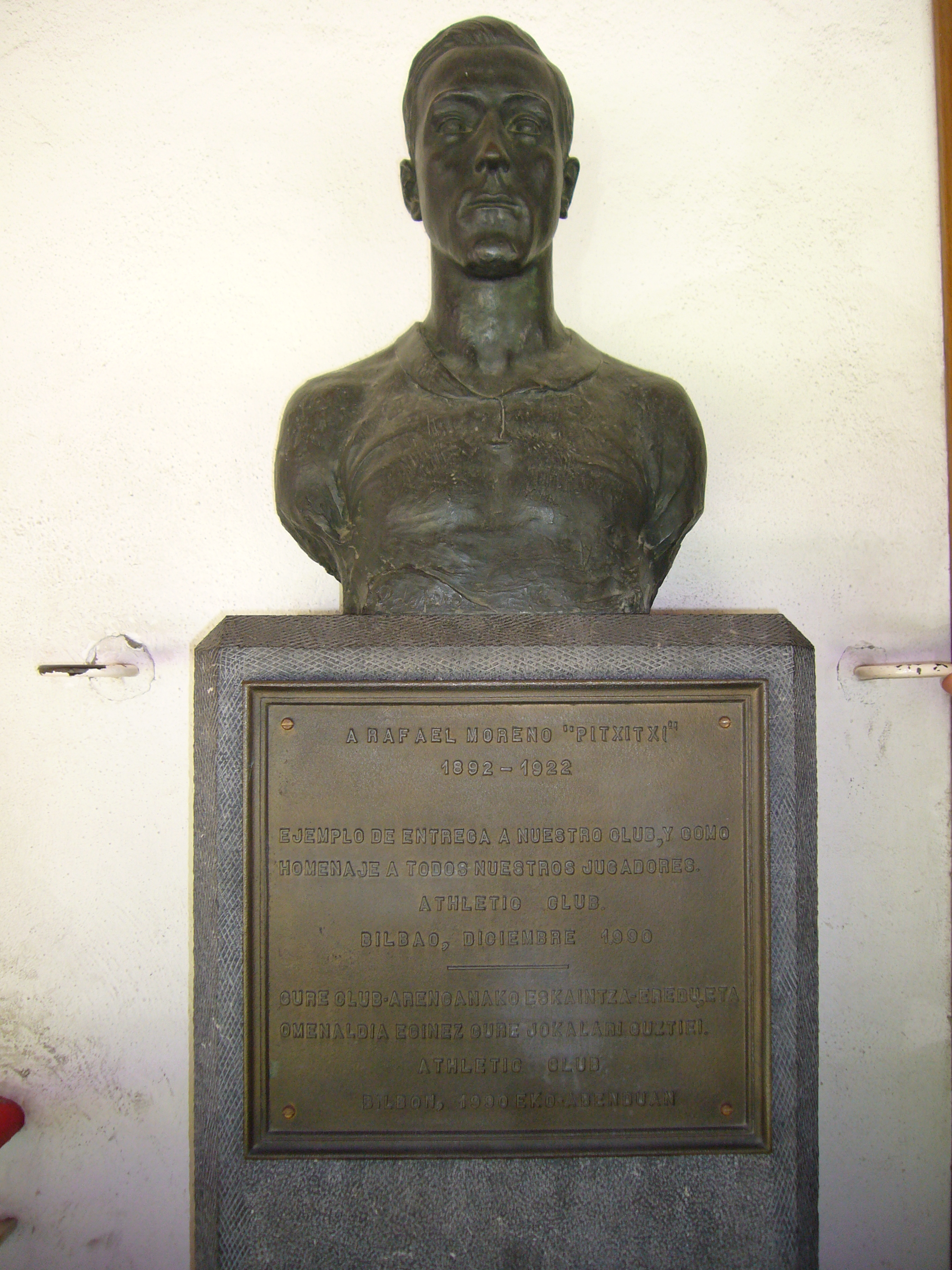
Borstbeeld van Rafael Moreno Aranzadi

Rafael Moreno Aranzadi (Bilbao, 23 mei 1892 – 1 maart 1922), voetbalnaam Pichichi, was een Spaans voetballer. Hij speelde als aanvaller bij Athletic de Bilbao van 1910 tot 1921 en hij stond bekend om zijn schutterskwaliteiten.
Pichichi scoorde de eerste goal voor Athletic de Bilbao in het destijds nieuwe Estadio San Mamés. Met Athletic won hij viermaal de Copa del Rey (1914, 1915, 1916, 1921). In de finale van 1915 had Pichichi met een hattrick een groot aandeel in de 5-0-overwinning op RCD Espanyol. Hij kwam tot vijf optredens voor het Spaans nationaal elftal, alle tijdens de Olympische Spelen van Antwerpen in 1920. Zijn enige goal scoorde hij tegen Nederland. In 1921 stopte Pichichi abrupt met voetballen. Een jaar later overleed hij op 29-jarige leeftijd aan tyfus.
Als eerbetoon aan hem wordt vanaf het seizoen 1928/29 de topschutterstrofee van de Primera División naar hem vernoemd. De topschutterslijsten in de andere Spaanse divisies worden ook met 'Pichichi' aangeduid.